# Фельдман, Марти
Мартин Алан (Марти) Фельдман (англ. Marty Feldman; 8 июля 1934, Лондон — 2 декабря 1982, Мехико) — английский писатель и актёр. Широко известен по ролям, сыгранным в комедиях Мела Брукса «Молодой Франкенштейн» и «Немое кино».

## Биография
Родился в Лондоне в бедной еврейской семье эмигрантов из Киева в июле 1934 года (по другим данным, 1933 года). В возрасте 15 лет бросил школу. Пытался стать джазовым музыкантом, играл в клубах, но успехов не достиг. Был учеником индийского факира, помощником на кухне, работал в рекламном агентстве. Был в Париже, откуда был выдворен за бродяжничество.
В конце 1950-х годов начал карьеру как сценарист радиоскетчей и комедий на BBC.
Был обладателем неординарной внешности — разбитый нос после подростковых занятий боксом, выпученные огромные глаза — как результат гиперактивности щитовидной железы и неудачной операции на лице после аварии. Дебютировал на телевидении в 1967 году. Популярность приобрел как исполнитель главной роли в английском телесериале «Марти» (1968—1969). Успешными стали работы Фельдмана в пародийных фильмах Мела Брукса «Молодой Франкенштейн» (1974, премия «Сатурн», 1976) и «Немое кино» (1976, номинация на премию «Золотой глобус», 1977).
Как режиссёр дебютировал в 1977 году. С 1957 года написал сценарии к 25 фильмам и телесериалам.
Скончался в своем гостиничном номере в Мехико 2 декабря 1982 года в возрасте 48 лет. В столице Мексики Фельдман снимался в фильме «Жёлтая борода» Мела Дамски. Вскрытие не проводилось, официальная причина смерти неизвестна, но Мел Брукс вспоминал, что Фельдман порой выкуривал шесть пачек сигарет в день и злоупотреблял чёрным кофе, вследствие чего, вероятно, не выдержало сердце. Похоронен на кладбище Голливуд-Хиллз. Могила расположена рядом с могилой комика Бастера Китона, которого Фельдман боготворил.

## Личная жизнь
С 1959 по 1982 год Фельдман был женат на Лауретте Салливан (1936 — 2010). У них было двое детей: сын Джошуа и ещё один (как зовут и какой пол неизвестно).

## Фильмография
| Год       |    | Русское название                             | Оригинальное название                             | Роль                  |
| --------- | -- | -------------------------------------------- | ------------------------------------------------- | --------------------- |
| 1958      | с  | —                                            | Dead Trouble                                      | зловещий незнакомец   |
| 1967      | с  | Наконец, шоу 1948 года                       | At Last the 1948 Show                             | разные персонажи      |
| 1968—1969 | с  | Марти                                        | Marty                                             | разные персонажи      |
| 1969      | с  | Театр комедии                                | Comedy Playhouse                                  | Сидни Клоу            |
| 1969      | ф  | Жилая комната                                | The Bed Sitting Room                              | медбрат Артур         |
| 1969      | с  | Пьесы по средам                              | The Wednesday Play                                | Билл                  |
| 1969      | с  | —                                            | A Christmas Night with the Stars                  | разные персонажи      |
| 1970      | ф  | —                                            | Every Home Should Have One                        | Тедди                 |
| 1970      | тф | —                                            | Marty Amok                                        | разные персонажи      |
| 1970      | тф | —                                            | Jumbo — Ein Elefantenleben                        | Орвилл Райт           |
| 1971      | тф | —                                            | Marty Abroad                                      | разные персонажи      |
| 1971      | с  | Пьеса дня                                    | Play for Today                                    | Билл                  |
| 1971      | ф  | Смертные грехи великолепной семёрки          | The Magnificent Seven Deadly Sins                 | гостевая роль         |
| 1972      | тф | —                                            | Sommer-Sprossen                                   | разные персонажи      |
| 1972      | с  | Шоу Сэнди Дункан                             | The Sandy Duncan Show                             | грабитель             |
| 1972      | тф | Человек, который пришёл к обеду              | The Man Who Came to Dinner                        | Банджо                |
| 1974      | с  | —                                            | Marty Back Together Again                         | разные персонажи      |
| 1974      | ф  | Молодой Франкенштейн                         | Young Frankenstein                                | Айгор                 |
| 1975      | с  | Карен                                        | Karen                                             | мистер Икс            |
| 1975      | ф  | Приключения хитроумного брата Шерлока Холмса | The Adventure of Sherlock Holmes’ Smarter Brother | Орвилл Сакер          |
| 1975      | ф  | —                                            | Closed Up-Tight                                   | похититель кошек      |
| 1976      | ф  | Сорок градусов под простынёй                 | 40 gradi all’ombra del lenzuolo                   | Алекс                 |
| 1976      | ф  | Немое кино                                   | Silent Movie                                      | Марти Эггс            |
| 1977      | ф  | Последний ремейк Красавчика Жеста            | The Last Remake of Beau Geste                     | Дагоберт «Дигби» Жест |
| 1980      | ф  | Бог подаст                                   | In God We Tru$t                                   | брат Амброуз          |
| 1981      | с  | —                                            | Insight                                           | Джош                  |
| 1982      | ф  | Фарс                                         | Slapstick (Of Another Kind)                       | Сильвестр             |
| 1983      | ф  | Жёлтая борода                                | Yellowbeard                                       | Гилберт               |